# Maliattha lacteata
Maliattha lacteata är en fjärilsart som beskrevs av W. Warren 1913. Maliattha lacteata ingår i släktet Maliattha och familjen nattflyn. Inga underarter finns listade i Catalogue of Life.